# Francisco Xavier Doutel
Francisco Xavier Doutel foi um administrador colonial português que exerceu o cargo de Governador no antigo território português subordinado à Índia Portuguesa de Timor-Leste entre 1745 e 1748, tendo sido antecedido por Manuel Leonís de Castro e sucedido por Manuel Correia de Lacerda.